# Frank Cappuccino
Frank Cappuccino, pseudonimo di Frank Capcino (Filadelfia, 7 febbraio 1929 – Yardley, 8 giugno 2015), è stato un pugile e arbitro di pugilato statunitense, noto per aver diretto alcuni degli incontri più famosi della storia del ring.

## Biografia
Di origini italiane, crebbe a Kensington, sobborgo di Filadelfia, mantenendo poi la residenza nello stato della Pennsylvania per tutta la vita.

### Pugile
Sia Frank che il fratello Vito (Vic) furono pugili di discreto livello. Peso welter, dopo aver combattuto nei dilettanti Frank passò professionista nel 1948, ma si ritirò nel 1949 dopo soli 4 incontri, tutti vinti.

### Arbitro
Cappuccino ricevette la patente di arbitro di boxe nel 1958 e iniziò una carriera cinquantennale, in cui diresse migliaia di incontri tra professionisti e circa un centinaio di incontri per il titolo mondiale, tra i quali sei incontri di Mike Tyson. Fu anche giudice a bordo ring.
Figura iconica della boxe mondiale, tra gli addetti ai lavori fu noto per la tendenza a permettere a un pugile in difficoltà di continuare a combattere, ove ravvisasse in lui capacità residue, piuttosto di interrompere l'incontro dichiarando il KO tecnico. Tale caratteristica fu esemplare nello storico nono round del drammatico match del 2002 tra Micky Ward e Arturo Gatti, quando il pugile italocanadese fu messo a sedere da un forte colpo al fegato a lui inflitto. Peraltro negli incontri da lui diretti non si sono mai registrati incidenti gravi a carico di pugili in difficoltà cui diede la possibilità di proseguire il match.
La sua fama come arbitro lo portò anche a venire chiamato a interpretare un arbitro dell'incontro girato in Rocky V di Sylvester Stallone.